# Gerhard Haenzel
Gerhard Karl Theodor Haenzel (* 5. März 1898 in Wollin; † 6. März 1944 in Lesneven in der Bretagne) war ein deutscher Mathematiker.

## Leben
Haenzel, Sohn eines Lehrers, nahm am Ersten Weltkrieg teil. Danach studierte er 1920–1925 Mathematik und Physik an der TH Berlin und war dort anschließend Assistent bei dem Mathematiker Georg Hamel. 1926 promovierte er mit dem Thema Zur synthetischen Theorie der Mechanik starrer Körper zum Dr.-Ing. Nach der Habilitation 1929 wirkte er an der TH Berlin als Privatdozent. Seit 1933 war er Professor für Geometrie an der TH Karlsruhe. Er befasste sich vorwiegend mit der algebraischen Geometrie und mit den Beziehungen zwischen Geometrie und Physik. 1937 übernahm er den Lehrstuhl für Mathematik und mathematische Technik. 1940 wurde er an der Universität Freiburg im Breisgau mit einer Arbeit über Geometrie und Wellenmechanik zum Dr. rer. nat. promoviert. 1943 verließ er die TH und übernahm einen Lehrstuhl für Mathematik an der Westfälischen Wilhelms-Universität in Münster. Bald darauf wurde er zum Kriegsdienst eingezogen. Er beging in der Bretagne Selbstmord. Nach Max Pinl wurde er durch die politischen Intrigen eines Feldgerichts in Lesneven... im besetzten Frankreich in den Tod getrieben.
Er befasste sich insbesondere mit den Verbindungen von Geometrie und Physik, sowohl in der Allgemeinen Relativitätstheorie als auch später in der Wellenmechanik und der Dirac-Gleichung (mit Verbindungen zur projektiven Geometrie, Liniengeometrie und der Geometrie des Ikosaeders).

## Veröffentlichungen (Auswahl)
- Ein neuer Satz über die Nullstellen ganzer rationaler Funktionen, Sitzungsberichte Berliner Mathematische Gesellschaft, Band 27, 1928, S. 17–19
- Über die charakteristischen Involutionen der nicht-euklidischen Bewegungen, Monatshefte für Mathematik, Band 37, 1930, S. 209–214
- Über eine Klasse von Abelschen Gleichungen, Jahresberichte DMV, Band 41, 1931, S. 39–47
- Über die zeitlich veränderliche Metrik, Monatshefte f. Math. und Physik, Band 39, 1932, S. 267–278
- Über Lösungen der Gravitationsgleichungen Einsteins, Zeitschrift für Physik, Band 72, 1931, S. 798–802
- Euklidische Geometrie, nichteuklidische Geometrie und Raum-Zeit-Struktur im System Spinozas, Sitzungsberichte Berliner Mathem. Gesellschaft, Band 31, 1932, S. 55–67
- Eine geometrische Konstruktion der transfiniten Zahlen Cantors, Journal f. Math., Band 170, 1934, S. 123–128 doi:10.1515/crll.1934.170.123
- Nichteuklidische Geometrie und ihre Verwendung in der Physik, Tohoku Math. Journal, Band 43, 1937, S. 169–181
- Geometrie und Wellenmechanik, Teil 1, 2, 3, Jahresbericht DMV, Band 49, 1939, S. 215–242, Band 50, 1940, S. 121–129, Band 52, 1942, S. 103–117
- Die Diracsche Wellengleichung und das Ikosaeder, Journal f. Math., Band 183, 1941, S. 232–242
- Die Brogliesche Theorie des Photons in geometrischer Darstellung, Zeitschrift für technische Physik, Band 24, 1943, S. 87–90